# Etter Jenő
Dr. Etter Jenő (Esztergom, 1897. július 30. – 1973. szeptember 16.) jogász, mezőgazdász, Esztergom polgármestere volt a második világháború alatt.

## Életpályája
Édesapja, Etter Ödön (1870–1941), több más tisztség mellett a városi képviselőtestület tagja, a Széchenyi Kaszinó elnöke, az Esztergomi Takarékpénztár elnök-vezérigazgatója volt. Édesanyja Legény Irén (1877–1961) volt.
Etter Jenő öt gyermek közül a legidősebb volt. 1915-ben a bencés gimnáziumban tett hadiérettségit. A tisztiiskola elvégzése után az orosz fronton teljesített szolgálatot. Lengyelországban megsebesült, életben maradását lengyel parasztoknak köszönhette. A Magyaróvári Magyar Királyi Gazdasági Akadémián és a Kereskedelmi Akadémián diplomázott, a katonai szolgálat után doktorált a jogi egyetemen, ezután kinevezték Esztergom főügyészévé. 1933-ban jelent meg az „Esztergom a magyar fürdőkultúra szolgálatában” című műve, 1938-ban pedig „Az esztergomi Széchenyi Kaszinó száz esztendeje 1837-1937”.

### Polgármesterként

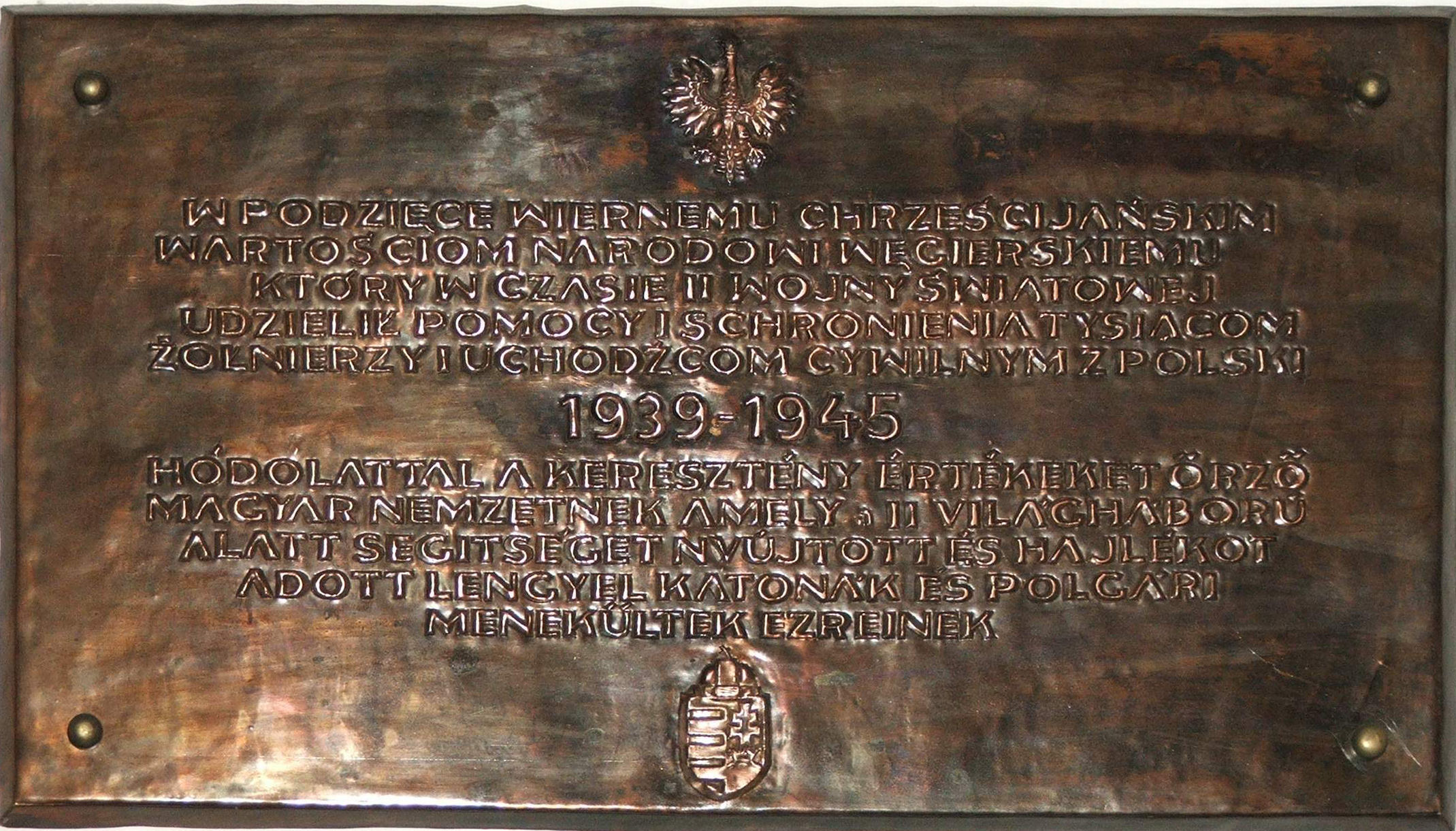
Emléktábla a bazilikában a lengyel menekültek befogadásáról

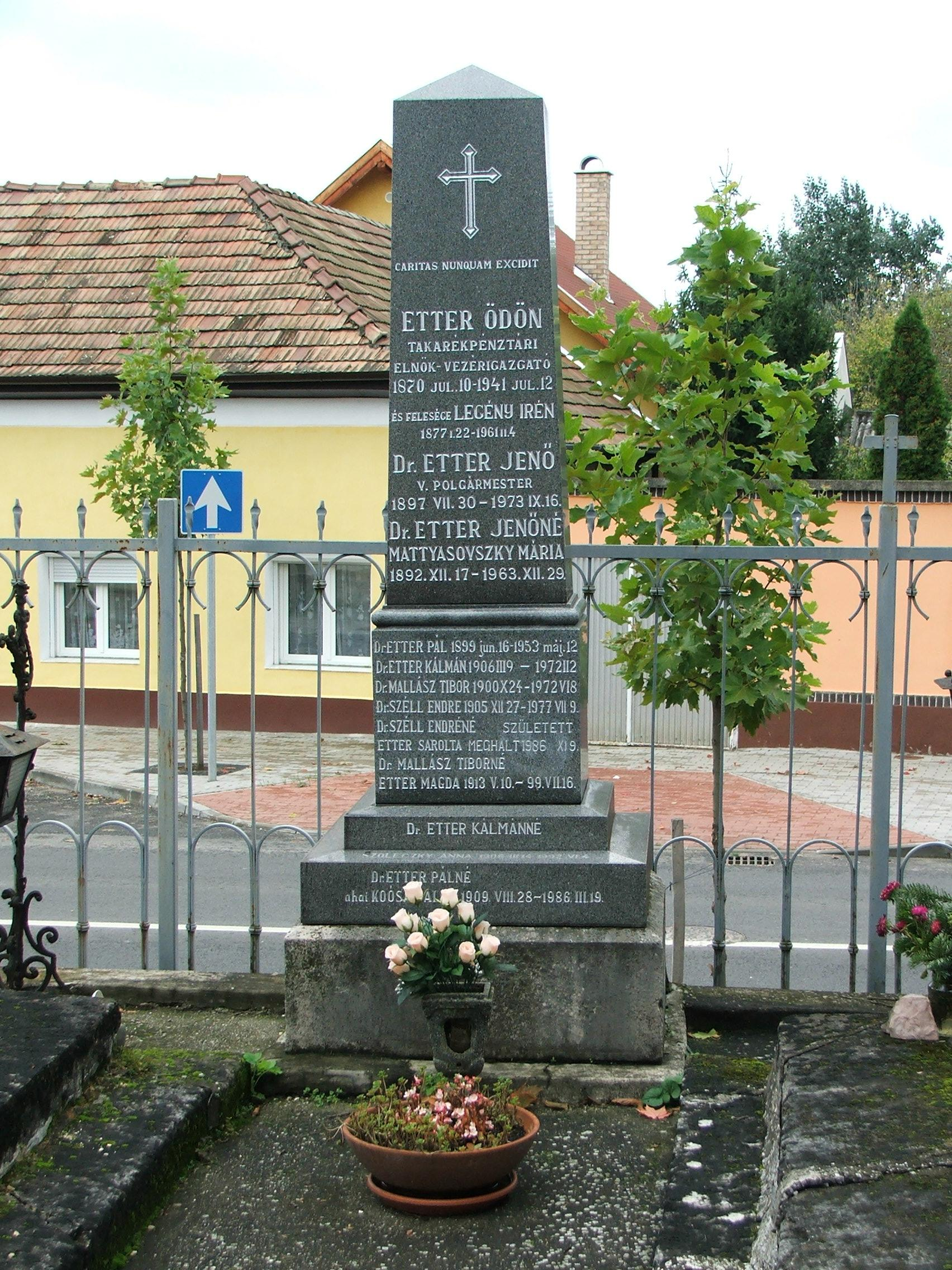
Az Etter család sírja a Belvárosi temető 1. parcellájában

1941. január 20-án lett a város polgármestere, miután öt induló jelölt közül megválasztják. Városfejlesztési elképzelései közül megvalósult a Levente Egylet csónakházának felépítése, illetve a tűzoltósági eszközök beszerzése. Lengyelország német lerohanása után lépéseket tett a honvédelmi miniszternél, egykori bajtársánál, és az esztergomi tiszti üdülőt a menekült lengyel tisztek rendelkezésére bocsátotta. (A városban ma is jelen van a lengyel kisebbség.) Segített abban, hogy közel 50 ezer lengyel állampolgár külföldre menekülhessen, a hazai menekülteknek is hatósági védelmet biztosított. Emellett kiállt a városi zsidóság védelmében is. Esztergomban még nem volt gettó és az élelmiszer-jegyek ugyanúgy jártak a zsidóságnak, mint a többi állampolgárnak. Etter nem vizsgáltatta felül a virilis listákat, az iparengedélyek felülvizsgálatát korlátozta, és tiltakozott a zsidókat sújtó intézkedések ellen. 1944-ben azonban alispáni utasítást kapott 69 zsidó család, (398 esztergomi és 138 környékbeli lakos) elkülönítésére. Ezt saját házuk kijelölésével oldotta meg a polgármester, de kerültek esztergomi zsidók a párkányi gettóba is. Az orvosi ellátó és elkülönítő helységek hiánya adott okot az időhúzásra és a menekülésre. Intézkedései miatt feljelentették a Belügyminisztériumnál és a Gestapónál.
Végül a belügyminiszter felmentette Ettert, és Máramarossziget megyei város polgármesterévé nevezte ki. Etter ezt azonban visszautasította, ezért Esztergom képviselőtestülete 1944. július 12-ei rendkívüli közgyűlésén 1944. augusztus 1-jével 86%-os nyugdíjjal nyugállományba helyezte.

### Polgármestersége után
A deportálástól úgy menekült meg, hogy barátai közbenjárásával azonnali katonai behívót kapott. Etter 1944 júliusától főhadnagyi rendfokozatban előbb a m. kir. 1. honvéd hadsereg anyagi alosztályánál teljesített irodai szolgálatot, majd 1944 decemberétől a m. kir. 24. gyaloghadosztály pihentető állomásának volt parancsnoka.
1945-ben tért haza orosz hadifogságból. Ekkor kérelmezte visszahelyezését, de ezt elutasították. Ezután ügyvédként praktizált, de az 50-es években az ügyvédi kamarából is kizárták. Portásként alkalmazta egy régi zsidó ismerőse, azonban ekkor is állandó rendőri megfigyelés alatt állt egészen 1957-ig. 1973-ban hunyt el.

## Emlékezete
2005. október 26-án (az 1956-os forradalom esztergomi sortüzének évfordulóján) háromnyelvű emléktáblát avattak neki az egykori Etter-házban, a vízivárosi Pázmány Péter utcában.